# Sua Flamingoes FC
Der Sua Flamingoes Football Club, auch einfach nur Sua Flamingoes genannt, ist ein 1991 gegründeter botswanischer Fußballverein aus der Stadt Sowa. Aktuell spielt der Verein in der höchsten Liga des Landes, der Botswana Premier League.

## Erfolge
- Botswana First Division (North): 2019/20  ▲

## Stadion
Seine Heimspiele trägt der Verein im Sowa Town Council Stadium in Sowa aus. Das Stadion hat ein Fassungsvermögen von 1000 Personen.

## Saisonplatzierung
| Saison  | Liga                            | Level                                        | Teams                                        | Platz                                        |
| ------- | ------------------------------- | -------------------------------------------- | -------------------------------------------- | -------------------------------------------- |
| 2017/18 | Botswana First Division (North) | 2                                            | 12                                           | 2.                                           |
| 2018/19 | Botswana First Division (North) | 2                                            | 12                                           | 3.                                           |
| 2019/20 | Botswana First Division (North) | 2                                            | 12                                           | 1. ▲                                         |
| 2020/21 | Botswana Premier League         | Keine Austragung wegen der COVID-19-Pandemie | Keine Austragung wegen der COVID-19-Pandemie | Keine Austragung wegen der COVID-19-Pandemie |
| 2021/22 | Botswana Premier League         | 1                                            | 16                                           | 7.                                           |
| 2022/23 | Botswana Premier League         | 1                                            | 16                                           | 8.                                           |
| 2023/24 | Botswana Premier League         | 1                                            | 16                                           | 7.                                           |